# Glaphyria polycyma
Glaphyria polycyma là một loài bướm đêm trong họ Crambidae.